# Mombuca (kommun)
Mombuca är en kommun i Brasilien.   Den ligger i delstaten São Paulo, i den sydöstra delen av landet, 800 km söder om huvudstaden Brasília. Antalet invånare är 3 266.
Följande samhällen finns i Mombuca:
- Mombuca

Omgivningarna runt Mombuca är en mosaik av jordbruksmark och naturlig växtlighet. Runt Mombuca är det ganska tätbefolkat, med 60 invånare per kvadratkilometer.